# Beinn a’ Chaorainn (Cairngorms)
Der Beinn a’ Chaorainn ist ein 1.083 m (3.553 ft) hoher, als Munro und Marilyn eingestufter Berg in Schottland. Sein gälischer Name bedeutet in etwa Berg der Eberesche. Der Gipfel liegt auf der Grenze der Council Areas Aberdeenshire und Moray am Ostrand der zentralen Cairngorms gut 20 Kilometer südöstlich von Aviemore und knapp 20 Kilometer nordwestlich von Braemar.
Der weitgehend kegelförmige Gipfel des Beinn a’ Chaorainn liegt östlich des Beinn Mheadhoin, von dem er durch das in Nord-Süd-Richtung verlaufende Tal des Allt an t-Seallaidh, eines kleinen Nebenflusses des River Avon, getrennt ist. Südlich schließt sich an das Tal über den 740 Meter hohen Pass Lairig an Laoigh, dessen Name oft auch synonym für das Tal verwendet wird, das Glen Derry an. Der Beinn a’ Chaorainn fällt auf seiner Westseite mit steilen, teils felsdurchsetzten Gras- und Heideflächen zum Lairig an Laoigh ab. Auch nach Norden fällt der Gipfel steil ab, der kurze Nordgrat führt direkt in das Glen Avon. Nordöstlich schließt sich der 1017 Meter hohe Vorgipfel Beinn a’ Chaorainn Bheag an, mit dem zusammen der Nordgrat das sich nach Norden öffnende Coire nan Clach umschließt. Südlich und östlich besitzt der Beinn a’ Chaorainn weniger steile und sanfter auslaufende Hänge, die in ein auf etwa 850 Meter Höhe liegendes weitläufiges und mehrere Quadratkilometer großes Hochplateau übergehen, das als Mòine Bhealaidh bezeichnet wird. Über die Mòine Bhealaidh kann der an dessen Südrand liegende, 931 Meter hohe Munro Beinn Bhreac erreicht werden. Östlich schließt sich an die Mòine Bhealaidh die breite Westseite des 1197 Meter hohen massigen Beinn a’ Bhùird an.

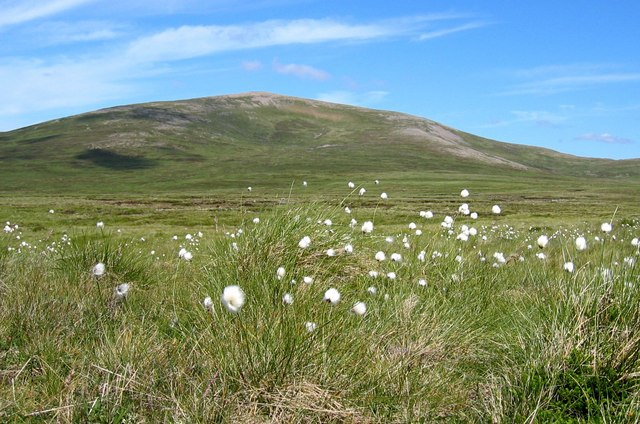
Blick vom Hochplateau Mòine Bhealaidh nach Norden zum Beinn a’ Chaorainn
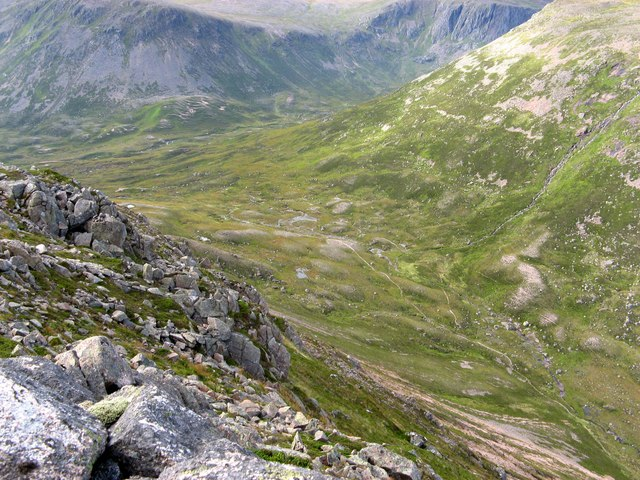
Blick von der Südwestseite des Bergs auf den Lairig an Laoigh
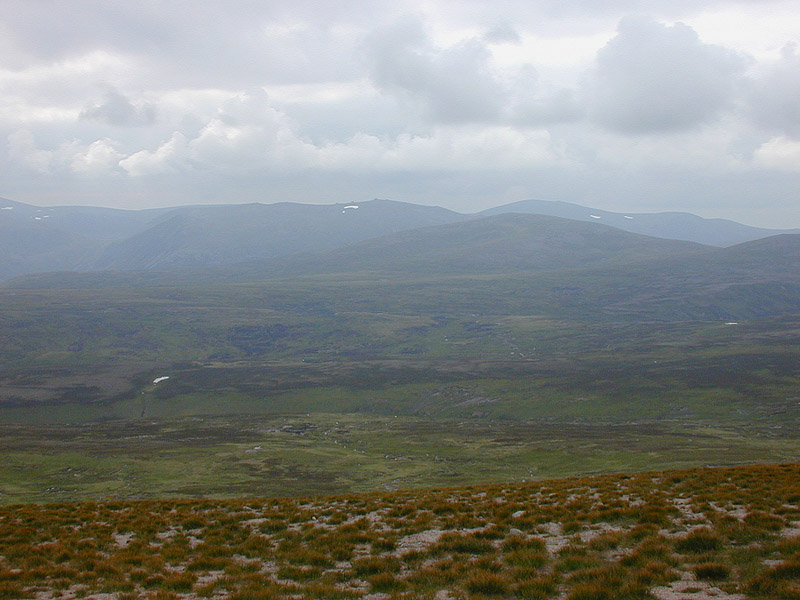
Blick vom Beinn a’ Bhùird nach Westen über die Mòine Bhealaidh zum Beinn a’ Chaorainn, dahinter Ben Macdui und Beinn Mheadhoin
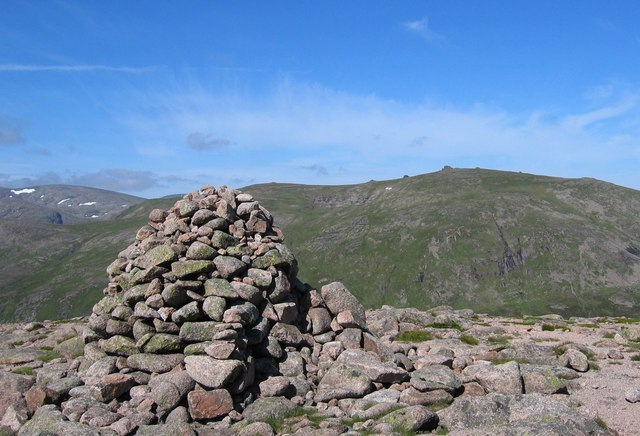
Der Gipfelcairn des Beinn a’ Chaorainn, im Hintergrund in der Mitte der Beinn Mheadhoin, links der Ben Macdui

Durch seine Lage inmitten der unbesiedelten Berglandschaft der Cairngorms weitab öffentlicher Straßen erfordern alle Besteigungen des Beinn a’ Chaorainn lange Anmärsche. Am meisten genutzt wird der Zugang aus Richtung Süden. Er beginnt an der von Braemar im Tal des Dee verlaufenden Fahrstraße bei den als Linn of Dee bezeichneten Wasserfällen des River Dee und führt von dort nach Norden durch das Glen Lui und das Glen Derry. Etwa auf der Passhöhe des Lairig an Laoigh führt der Zustieg über die in diesem Bereich weniger steile grasige Westflanke zum durch einen Cairn markierten Gipfel. Von Munro-Baggern wird der Beinn a’ Chaorainn oft zusammen mit dem südlich benachbarten Beinn Bhreac bestiegen, der Aufstieg aus dem Glen Derry führt dann über dessen Südflanke und die Mòine Bhealaidh zum Gipfel. Der Berg kann auch aus dem Glen Avon über den Nordgrat erstiegen werden, dies erfordert jedoch deutlich längere Anmärsche mit Biwak aus Richtung Aviemore oder Tomintoul.